# Ceriagrion corallinum
Ceriagrion corallinum là một loài chuồn chuồn kim trong họ Coenagrionidae.
Loài này được xếp vào nhóm Loài ít quan tâm trong sách Đỏ của IUCN năm 2009.
Ceriagrion corallinum được miêu tả khoa học năm 1914 bởi Campion.